# Villa di Sestano
La villa di Sestano si trova in località Sestano, nel comune di Castelnuovo Berardenga in provincia di Siena.

## Storia e descrizione
L'edificio era un casale rustico prima di essere trasformato in villa nei primi anni del XVIII secolo per volere della famiglia Petrucci.
L'edificio è strutturato attorno a una corte interna a pianta quadrata, porticata e con pavimentazione a spina di pesce in laterizio.
Si accede alla villa da un lungo viale rettilineo affiancato da due filari di cipressi intervallati da siepi di bosso, che termina in una giardino con una grande aiuola bordata da siepi ricurve sempre in bosso.
Sul lato posteriore della proprietà si estende un bosco di lecci che veniva usato come ragnaia e riserva di caccia. La ragnaia in particolare è un elemento raro nelle ville del senese, ed in questo caso è costituita da un alto labirinto di lecci disposti a scacchiera, con un viale principali e vari viali secondari: un disegno di inizio dell'Ottocento dimostra come la forma della tenuta non sia cambiata da quel periodo.